# المشتت
المشتت أو العامل المشتت عبارة عن مادة، عادة ما تكون خافضة للتوتر السطحي، تضاف إلى معلق من الجسيمات الصلبة أو السائلة في سائل (مثل الغرواني أو المستحلب) لتحسين فصل الجسيمات ومنع ترسبها أو تكتلها.
تستخدم المشتتات على نطاق واسع لتحقيق الاستقرار في العديد من المنتجات الصناعية والحرفية، مثل الدهانات والسوائل الحديدية وتوابل السلطة. عادةً ما تكون الملدنات والملدنات الفائقة، المستخدمة لتحسين قابلية عمل المعاجين مثل الخرسانة والطين، عبارة عن مشتتات. يتداخل المفهوم أيضًا إلى حد كبير مع مفهوم المنظف، المستخدم لإحداث التلوث الزيتي في تعليق الماء، والمستحلب، المستخدم لإنشاء خلائط متجانسة من السوائل غير القابلة للامتزاج مثل الماء والزيت. تحتوي المعلقات الطبيعية مثل الحليب واللاتكس على مواد تعمل كمشتتات.

## التطبيقات

### السيارات
تحتوي زيوت محركات السيارات على منظفات ومشتتات. تمنع المنظفات ذات الأساس المعدني تراكم الورنيش مثل الرواسب على جدران الأسطوانة. تعمل على تحييد الأحماض. المشتتات تحافظ على الملوثات في حالة تعليق.
المشتتات المضافة إلى البنزين تمنع تراكم بقايا الصمغ.

### التشتت الحيوي
تستخدم المشتتات لمنع تكون الحشف الحيوي أو الأغشية الحيوية في العمليات الصناعية. من الممكن أيضًا تفريق الوحل البكتيري وزيادة كفاءة المبيدات الحيوية.

### الخرسانة والجص
تستخدم المشتتات كملدنات أو مواد بلاستيكية فائقة في التركيبات الخرسانية لتقليل استخدام الماء مع الاحتفاظ بخاصية الركود (التدفق) المطلوبة. محتوى الماء المنخفض يجعل الخرسانة أقوى وأكثر مقاومة لاختراق الماء.
وبالمثل، تستخدم المشتتات كملدنات في ملاط الجبس في أثناء تصنيع ألواح الجدران، لتقليل كمية المياه المستخدمة. يسمح استخدام المياه المنخفض باستخدام أقل للطاقة لتجفيف لوح الحائط.

### منظفات
التشتيت هو الهدف الرئيس في استخدام المنظفات، إذ يكون الحمام السائل هو الماء (يستخدم المنظفات أيضًا كمستحلبات في بعض التطبيقات). منظفات الغسيل تغلف الأوساخ والأوساخ في المذيلات، والتي تتفرق طبيعيًا.

### التنقيب عن النفط
تساعد المشتتات في التنقيب عن النفط في تفتيت المواد الصلبة أو السائلة إلى جزيئات أو قطرات دقيقة في وسط آخر. غالبًا ما يطبق هذا المصطلح بطريقة غير صحيحة على مواد تجفيف الطين. مشتتات الطين تمنع تكوين كريات «عين السمكة». لتشتيت (استحلاب) الزيت في الماء (أو الماء إلى زيوت)، يمكن استخدام المواد الخافضة للتوتر السطحي المختارة على أساس عامل التوازن المائي الزيتي. بالنسبة لسوائل حفر الرغوة، تستخدم المنظفات والصابون الصناعي جنبًا إلى جنب مع البوليمرات لتفريق فقاعات الرغوة في الهواء أو الغاز.

### تسرب الزيت
يمكن استخدام المشتتات لتبديد التسرب النفطي. قد تشتت كميات كبيرة من أنواع معينة من النفط من سطح البحر سريعًا عن طريق نقلها إلى عمود الماء. سوف تتسبب في تكسير بقعة الزيت وتشكيل مذيلات قابلة للذوبان في الماء تخفف سريعًا. ثم تنتتشر بطريقة فعالة عبر حجم أكبر من الماء من السطح الذي تشتت الزيت منه. يمكنهم أيضًا تأخير تكوين مستحلبات الزيت في الماء الثابتة. ومع ذلك، أظهرت التجارب المعملية أن المشتتات تزيد من مستويات الهيدروكربون السامة في الأسماك بعامل يصل إلى 100 وقد تقتل بيض الأسماك.
استُخدم المشتت في محاولة لتنظيف تتسرب إيكسون فالديز النفطي مع أنه توقف استخدامه نظرًا لعدم وجود حركة موجية كافية لخلط المشتت بالزيت في الماء. استُخدم المشتت كوركيست 9500 (بالإنجليزية:9500 Corexit) في تسرب النفط في ديب واتر هورايزن.استُخدم مشتت كوركيست 9527 (بالإنجليزية: Corexit 9527) لتفريق بقعة نفطية في خليج المكسيك في عام 1979، استُخدمت على مساحة تزيد عن ألف ميل مربع من البحر.

### الصناعة المعالجة
في الصناعة العملية، تضاف عوامل تشتيت لمعالجة السوائل لمنع الرواسب غير المرغوب فيها عن طريق إبقائها مشتتة بدقة. تعمل في كل من الوسائط المائية وغير المائية.

### طلاء السطح
من أجل توفير الأداء الأمثل، يجب أن تعمل جزيئات الصبغة مستقلةً عن بعضها البعض في طبقة الطلاء، لذا يجب أن تظل مشتتة جيدًا في اثناء التصنيع والتخزين والتطبيق وتشكيل الفيلم. لسوء الحظ، فإن التشتت الغرواني مثل تشتت الصبغة في الطلاءات السائلة غير مستقرة بطبيعتها، ويجب أن تكون مستقرة ضد التلبد الذي قد يحدث.